# Asteroide ermeosecante
Un asteroide ermeosecante è un asteroide del sistema solare la cui orbita interseca quella del pianeta Mercurio. Gli asteroidi ermeosecanti propriamente detti devono necessariamente presentare un perielio situato all'interno dell'orbita di Mercurio, e un afelio situato all'esterno; la lista che segue comprende anche quegli asteroidi che rasentano esternamente l'orbita del pianeta, pur non intersecandola mai.
Numerosi asteroidi ermeosecanti risultano anche citerosecanti. Non si conoscono, al momento, asteroidi che rasentano internamente l'orbita di Mercurio; eventuali corpi caratterizzati da questa proprietà sono noti come vulcanoidi.

## Prospetto

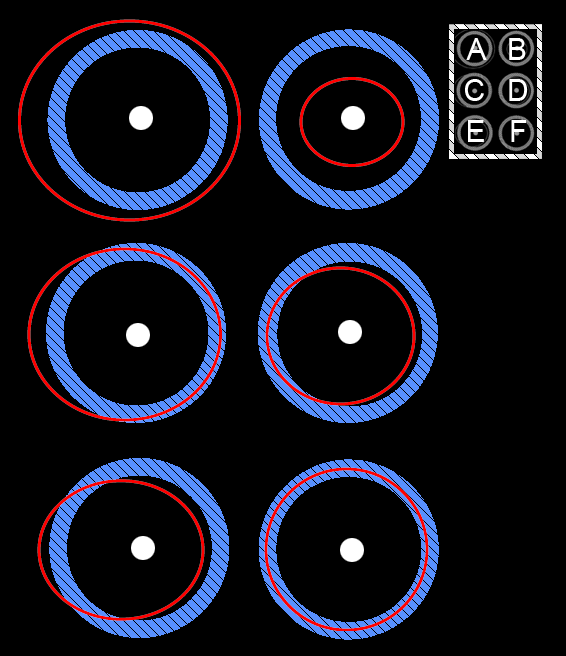
Il grafico mostra le diverse possibili configurazioni orbitali di un asteroide (orbita rossa) rispetto ad un pianeta (orbitante all'interno della fascia azzurra, delimitata da perielio e afelio).
A, B: l'orbita dell'asteroide è esterna (o interna) rispetto a quella del pianeta.
C, D: l'orbita dell'asteroide rasenta esternamente (o internamente) quella del pianeta.
E: l'orbita dell'asteroide interseca quella del pianeta.
F: asteroide e pianeta sono co-orbitali.

- 1566 Icarus
- 2101 Adonis  (radente esternamente)
- 2212 Hephaistos  (radente esternamente)
- 2340 Hathor  (radente esternamente)
- 3200 Phaethon
- 3838 Epona  (radente esternamente)
- 5143 Heracles  (radente esternamente)
- (5660) 1974 MA  (radente esternamente)
- 5786 Talos
- (16960) 1998 QS52  (radente esternamente)
- (24443) 2000 OG  (radente esternamente)
- (33342) 1998 WT24  (radente esternamente)
- 37655 Illapa  (radente esternamente)
- (40267) 1999 GJ4
- (66063) 1998 RO1
- (66146) 1998 TU3  (radente esternamente)
- (66253) 1999 GT3
- 66391 Moshup
- (66400) 1999 LT7  (radente esternamente)
- (68348) 2001 LO7  (radente esternamente)
- (85953) 1999 FK21  (radente esternamente)
- (85989) 1999 JD6  (radente esternamente)
- (86667) 2000 FO10  (radente esternamente)
- (87309) 2000 QP  (radente esternamente)
- (87684) 2000 SY
- (88213) 2001 AF2  (radente esternamente)
- (88254) 2001 FM129  (radente esternamente)
- (89958) 2002 LY45